# 大野和彦
大野 和彦（おおの かずひこ　1969年1月11日 - ）は、日本の歯科医師。日本総義歯補綴学会の会長。日本歯科臨床医学会創設者のひとり。富山県出身。

## 略歴
富山県立富山東高等学校、日本大学歯学部卒業後、日本大学歯学部保存学教室第Ⅱ講座、日本大学歯学部生化学教室。日本大学歯学部兼任講師。
1994年に歯科臨床研究会を発足させ、2009年に日本歯科臨床医学会を創設する。2010年現在、日本総義歯補綴学会会長、日本歯科臨床医学会代表。開業医。

## 活動
- 歯科臨床用語補完プロジェクトに参加